# Metal Discharge
Metal Discharge — восьмой студийный альбом немецкой трэш-метал-группы Destruction, выпущенный 22 сентября 2003 года на лейбле Nuclear Blast. Это первый альбом коллектива с участием барабанщика Марка Рейгна, который заменил Свена Форманна после выхода The Antichrist.

## Об альбоме
В конце марта 2003 года Destruction отправились в швейцарскую Little Creek Studio для работы над своим восьмым студийным альбомом, при этом сообщив, что они планируют его выпустить 29 сентября. В апреле был объявлен треклист новой пластинки, а в начале лета группа сообщила окончательную дату выхода — 22 сентября. В августе было снято музыкальное видео на песню «Desecrators (of the New Age)». В июне 2004 года группа выпустила видео на открывающую песню «The Ravenous Beast».

## Отзывы критиков
Альбом получил в целом положительные отзывы от музыкальных изданий. Отмечалось звучание, которые не звучит слишком «прилизанно», при этом оставаясь выполненным на высоком уровне. Песни хвалили за большую мелодичность и добавление элементов грув-метала, и многие рецензенты сходились во мнении, что Destruction продолжают держать марку качественного трэш-метала и не изменяют себе с момента воссоединения со Шмиром. Журналисты немецкого журнала Rock Hard называли Metal Discharge «высшей точкой» группы на момент его выхода.
Однако Джон Серба из AllMusic раскритиковал альбом за его однообразность и «устарелость» песен, заявив, что он не привносит ничего нового и быстро надоедает в течение первого же прослушивания. Крис Айерс из канадского журнала Exclaim! хоть и похвалил группу за следование выбранному ими стилю, но также писал, что все песни сливаются воедино и не предлагают чего-то запоминающегося, подытожив: «Destruction может по-прежнему быть ходовым товаром на их родном континенте, но по другую сторону океана Metal Discharge скорее лает, чем кусает».

## Список композиций
Слова и музыка всех песен — Марсель Ширмер и Майк Зифрингер, если не указано иное.
| №                   | Название                       | Автор(ы)                      | Длительность |
| ------------------- | ------------------------------ | ----------------------------- | ------------ |
| 1.                  | «The Ravenous Beast»           |                               | 3:09         |
| 2.                  | «Metal Discharge»              |                               | 3:26         |
| 3.                  | «Rippin' the Flesh Apart»      |                               | 5:01         |
| 4.                  | «Fear of the Moment»           |                               | 3:34         |
| 5.                  | «Mortal Remains»               |                               | 4:11         |
| 6.                  | «Desecrators (of the New Age)» |                               | 3:42         |
| 7.                  | «Historical Force Feed»        |                               | 3:36         |
| 8.                  | «Savage Symphony of Terror»    |                               | 3:51         |
| 9.                  | «Made to Be Broken»            | Ширмер, Зифрингер, Марк Рейгн | 3:45         |
| 10.                 | «Vendetta»                     |                               | 4:51         |
| Общая длительность: | Общая длительность:            | Общая длительность:           | 39:12        |

| №                   | Название                                                   | Длительность |
| ------------------- | ---------------------------------------------------------- | ------------ |
| 1.                  | «Killers» (кавер на Iron Maiden)                           | 4:52         |
| 2.                  | «Whiplash» (кавер на Metallica)                            | 3:32         |
| 3.                  | «U.S.A.» (песня «Fuck the U.S.A.», кавер на The Exploited) | 3:08         |
| 4.                  | «Bestial Invasion» (Невыпущенная версия 1999 года)         | 4:49         |
| 5.                  | «The Butcher Strikes Back» (Демо-версия 1999 года)         | 3:15         |
| 6.                  | «Nailed to the Cross» (Демо 2001 года)                     | 3:48         |
| 7.                  | «Metal Discharge» (Демо 2003 года)                         | 3:27         |
| Общая длительность: | Общая длительность:                                        | 26:51        |

## Участники записи
Destruction
- Марсель Ширмер — вокал, бас-гитара, продюсирование
- Майк Зифрингер — гитара, продюсирование
- Марк Рейгн — ударные, продюсирование

Приглашённые музыканты
- V.O. Pulver — гитарное соло на «The Ravenous Beast», бэк-вокал
- Андре Гридер — бэк-вокал
- Инга Пулвер — бэк-вокал
- Фрэнки Винкельманн — бэк-вокал
- Мауро «Tschibu» Касьеро — бэк-вокал

Производственный персонал
- V.O. Pulver — продюсирование, звукоинженер, сведение, мастеринг
- Фрэнки Винкельманн — звукоинженер, сведение
- Маркус Стайгер — исполнительный продюсер
- Филипп Ледерер — фотографии
- Марко Ширмер — обложка